# Тоні Тодд
Ентоні Тіран Тодд (англ. Anthony Tiran Todd; нар. 4 грудня 1954, Вашингтон, США – 6 листопада 2024, Марина-дель-Рей, Каліфорнія, США) — американський актор, відомий своїм виразно глибоким і хрипким голосом. З 1980-х років він зіграв кілька ролей на екрані та у відеоіграх, зокрема головну роль у серії фільмів «Кендімен» (1992–2021) та роль Вільяма Бладворта у франшизі «Пункт призначення» (2000–2025). За першу з них його номінували на премії «Вибір критиків» та «Фангорія Бензопила».
Серед фільмів Тодда: «Взвод» (1986), «Ніч живих мерців» (1990), «Ворон» (1994), «Скеля» (1996), «Виконавець бажань» (1997), «Сокира, Мінотавр» (обидва 2006 року), «Людина з планети Земля» (2007), «Франкенштейн» (2015), «Будинок смерті» (2017) та «Геллфест» (2018). На телебаченні він зіграв Курна у серіалах «Зоряний шлях: Наступне покоління» (1990–1991) та «Зоряний шлях: Глибокий космос 9» (1996), а також з'явився в серіалах MTV «Крик» (2019) та «Диявол може плакати» (2025).
Тодд був плідним актором озвучування, зокрема, озвучував вортигонтів у серії ігор Half-Life, Полеглих у фільмі Майкла Бея «Трансформери: Помста полеглих» (2009), Зума у серіалі «Флеш» (2014–2023), Дарксайда у всесвіті анімаційних фільмів DC (2015–2020), Венома у відеогрі Spider-Man 2 (2023) та Локуса у відеогрі «Indiana Jones and the Great Circle» (2024). За «Spider-Man 2» він був номінований на премію Британської академії ігор.

## Раннє життя та освіта
Тодд народився 4 грудня 1954 року у Вашингтоні, округ Колумбія, в сім'ї Еветти Лайонс Гайтер. Він виріс у Гартфорді, штат Коннектикут, навчаючись у місцевих школах, зокрема у середній школі Гартфорда. Він також був випускником «Artists Collective, Inc.». Тодд навчався в Університеті Коннектикуту, а потім вивчав театральне мистецтво в Національному акторському інституті імені Юджина О'Ніла, лауреаті премії "Тоні", та в репертуарній компанії "Трініті" в Провіденсі, штат Род-Айленд. У Тоні є один живий брат, Ісая Лайонс, та одна жива сестра, Монік Дюпрі.

## Кар'єра

### Кінематограф

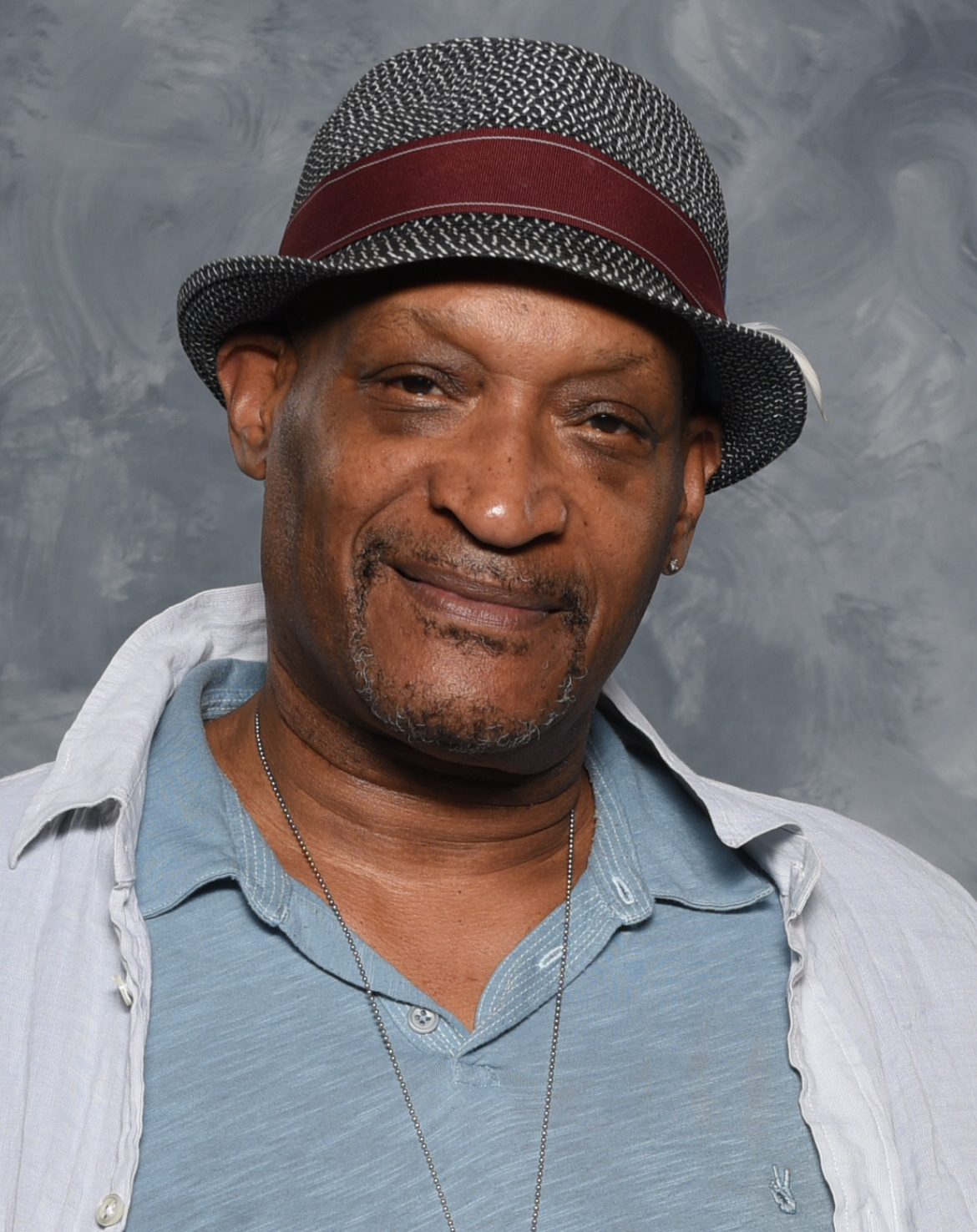
Тодд у 2017

Тодд знявся у понад 100 кіно- та телевізійних фільмах і грав разом із багатьма відомими голлівудськими зірками. Серед його фільмів: «Взвод» (1986), «Ніч живих мерців» (1990), «Кендімен» (1992), «Ворон» (1994), «Скеля» (1996), «Виконавець бажань» (1997), серія «Пункт призначення» (2000–2025), «Мінотавр» (2006) та «Бег» (2010). Тодд озвучував Полеглих у фільмі «Трансформери: Помста полеглих» (2009), а також знімався у фільмі Рела Дауделла «Зміна гри». Тодд був спеціальним гостем «Weekend of Horror Creation Entertainment» 23 травня 2010 року та Screamfest LA. Тодд зіграв преподобного-зомбі у фільмі «Сокира II», який вийшов у обмеженій кількості кінотеатрів 1 жовтня 2010 року. Його фірмовий баритоновий голос озвучував кілька творів, зокрема документальний фільм 2021 року «Invisible Threads: From Wireless to War». Тодд повернувся до ролі Вільяма Бладворта, коли знімався у фільмі «Пункт призначення: Родове прокляття» у 2024 році.

### Бродвей
Тодд грав на Бродвеї та поза ним. Серед його численних ролей – «Король Хедлі II» Огаста Вілсона та «Капітанський тигр» Атола Ф'югарда, за яку він був номінований на премію Гелен Гейз. Серед інших — «Немає місця, щоб бути кимось», «Les Blancs», «Плейбої Вест-Індії», «Отелло», «Зумен та Знак», «Темний рай» драматурга, що отримав нагороди, Кіта Гловера, «Аїда» (на Бродвеї), а також «Леві Джеймс» для Конференції драматургів Юджина О'Ніла та Гільдії нових драматургів[неякісне джерело].

### Телебачення

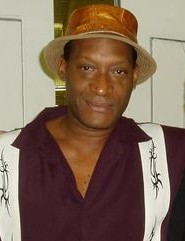
Тодд у 2003

Серед інших телевізійних ролей Тодда — періодична роль у «Бостонській школі» та запрошені ролі у серіалах «Закон і порядок», «Вбивство: Життя на вулиці», «Геркулес: Легендарні подорожі», «Ксена: принцеса-воїн» у ролі Кекропса, «Цілком таємно», «Таємниці Смолвіля», «Ясновидець», «Ангел», «24», «Зачаровані», «Зоряна брама: SG-1», «Андромеда», «Криміналісти: мислити як злочинець», «Джамп-стріт, 21» та «Чак».
Тодд — один з небагатьох акторів, які зіграли дві різні головні ролі у серіалі «24». Спочатку його взяли на роль детектива Майкла Норріса у третьому сезоні, а чотири роки потому — на роль генерала Бенджаміна Джуми як у телефільмі «24: Спокута», так і в сьомому сезоні. Він також зіграв головну роль у телевізійному фільмі «Вавилон-5: Заклик до зброї», частини франшизи Вавилон-5.
Він зіграв кількох персонажів у всесвіті «Зоряного шляху»: брата Ворфа, Курна, у «Зоряному шляху: Наступне покоління» та «Зоряному шляху: Глибокий космос 9», дорослого Джейка Сіско в епізоді «Відвідувач» у «Зоряному шляху: Глибокий космос 9» та Альфа-Хірогена в епізоді «Здобич» у «Зоряному шляху: Вояджер». У 2017 році Тодд повернувся у світ «Зоряного шляху» в ролі генерала Родека в MMORPG-грі «Star Trek Online».
Тодд також озвучував Десептикона Дредвінга у мультсеріалі "Трансформери: Прайм" та Айкона у мультсеріалі "Молода Ліга справедливості".
У 2015 році Тодда взяли озвучувати Зума (якого зіграв Тедді Сірс) у другому сезоні серіалу «Флеш». Пізніше Тодд повторив свою роль в епізодах п'ятого сезону «Минуле — це пролог» та «Швидкість бога» (хоча в останньому було використано архівне аудіо Тодда) та повернувся до ролі востаннє у фіналі серіалу, епізоді «Новий Світ».
12 жовтня 2018 року Bloody Disgusting підтвердив, що Тодд зіграє епізодичну роль у третьому сезоні слешер-телесеріалу «Крик». Прем'єра сезону відбулася на VH1 8 липня 2019 року.

### Озвучування
Тодд зіграв головного героя в аудіодрамі 2016 року від Bleak December Inc., адаптації твору Брема Стокера «Дракула».
Тодд був оповідачем розмовної версії альбому Ice Nine Kills «The Silver Scream», випущеного 29 червня 2023 року.

## Особисте життя
Тодд був одружений з Фатімою Кортес. Він мав двох дітей на ім'я Александр та Аріана.

## Здоров'я і смерть
Коли Тоні Тодд підписав контракт на зйомки фільму «Пункт призначення: Родове прокляття» у 2023 році, він таємно повідомив продюсерам, що у нього невиліковний рак шлунка. Під час зйомок на початку 2024 року вони вирішили дозволити Тодду зімпровізувати останні репліки свого персонажа, містера Бладворта, щоб він міг належно попрощатися з глядачами: «Життя дорогоцінне, насолоджуйтесь кожною секундою. Ніколи не знаєш, коли... Удачі». У фільмі він виглядає помітно худим, порівняно з попередніми появами.
Тодд помер у своєму будинку в Марина-дель-Рей, Каліфорнія, 6 листопада 2024 року у віці 69 років. Причиною його смерті було вказано рак шлунка. І «Родове прокляття», і «Indiana Jones and the Great Circle» були присвячені його пам'яті.

## Фільмографія

### Кіно
| Рік  |    | Українська назва                      | Оригінальна назва                          | Роль                                                         |
| ---- | -- | ------------------------------------- | ------------------------------------------ | ------------------------------------------------------------ |
| 1986 | ф  | Сновида                               | англ. Sleepwalk                            | Баррінгтон / англ. Barrington                                |
| 1986 | ф  | Взвод                                 | англ. Platoon                              | Воррен / англ. Warren                                        |
| 1987 | ф  | Черінг Кросс Роуд, 84                 | англ. 84 Charing Cross Road                | робітник на знесенні / англ. demolition workman              |
| 1987 | ф  | Бах! Ти мертвий!                      | нім. Peng! Du bist tot!                    | агент під прикриттям / англ. undercover agent                |
| 1987 | ф  | Ворожа територія                      | англ. Enemy Territory                      | Граф / англ. The Count                                       |
| 1988 | ф  | Кольори                               | англ. Colors                               | ветеран В'єтнамської війни / англ. Vietnam Vet               |
| 1988 | ф  | Птах                                  | англ. Bird                                 | Жаба / англ. Frog                                            |
| 1988 | тф |                                       | англ. Norman's Corner                      | англ. customer reading                                       |
| 1989 | ф  | Тримайся за мене                      | англ. Lean on Me                           | Вільям Райт / англ. Mr. William Wright                       |
| 1990 | тф | Мисливці за слоновою кісткою          | англ. Ivory Hunters                        | Джомо Оге / англ. Jomo Auge                                  |
| 1990 | тф | Кримінальне правосуддя                | англ. Criminal Justice                     | Детектив Райлі / англ. Detective Riley                       |
| 1990 | ф  | Ніч живих мерців                      | англ. Night of the Living Dead             | Бен / англ. Ben                                              |
| 1990 | тф | Наречена в чорному                    | англ. The Bride in Black                   | 747 Грін / англ. 747 Green                                   |
| 1990 | ф  | Світанок вуду                         | англ. Voodoo Dawn                          | Макуте / англ. Makoute                                       |
| 1991 | тф |                                       | англ. Love and Curses... And All That Jazz | Еміль Гастон / англ. Emile Gaston                            |
| 1991 | тф | Хранитель міста                       | англ. Keeper of the City                   | Бріджер / англ. Bridger                                      |
| 1992 | тф | Опівнічна спека                       | англ. Sunset Heat                          | Друкер / англ. Drucker                                       |
| 1992 | ф  | Кендімен                              | англ. Candyman                             | Кендімен / англ. The Candyman                                |
| 1992 | ф  | Надмірне насилля                      | англ. Excessive Force                      | Френкі Гокінс / англ. Frankie Hawkins                        |
| 1994 | ф  | Ворон                                 | англ. The Crow                             | Грейндж / англ. Grange                                       |
| 1995 | ф  | Останній дзвінок Бернзі               | англ. Burnzy's Last Call                   | Пані Марла / англ. Mistress Marla                            |
| 1995 | ф  | Кендімен: Прощання з плоттю           | англ. Candyman: Farewell to the Flesh      | Кендімен / англ. Candyman                                    |
| 1995 | тф | Чорний Лис                            | англ. Black Fox                            | Брітт Джонсон (Чорний Лис) / англ. Britt Johnson (Black Fox) |
| 1995 | ф  | Чорний Лис: Ціна миру                 | англ. Black Fox: The Price of Peace        | Брітт Джонсон (Чорний Лис) / англ. Britt Johnson (Black Fox) |
| 1995 | тф | Чорний Лис: Хороші чоловіки та погані | англ. Black Fox: Good Men and Bad          | Брітт Джонсон (Чорний Лис) / англ. Britt Johnson (Black Fox) |
| рік  | ф  | Дональд Бредман                       | англ. оригінальна назва                    | роль / англ. оригінальна назва ролі                          |

### Телебачення
| Рік                                      |   | Українська назва                 | Оригінальна назва                    | Роль                                                              |
| ---------------------------------------- | - | -------------------------------- | ------------------------------------ | ----------------------------------------------------------------- |
| 1987—1987                                | с | Саймон і Саймон                  | англ. Simon & Simon                  | Трой Толлівер / англ. Troy Tolliver (1 серія)                     |
| 1987—1987                                | с | Вовкулака                        | англ. Werewolf                       | Чарлі / англ. Charlie (1 серія)                                   |
| 1987—1987                                | с | Джамп-стріт, 21                  | англ. 21 Jump Street                 | Аарон ДЖексон / англ. Aaron Jackson (1 серія)                     |
| 1989—1989                                | с | Кейт і Еллі                      | англ. Kate & Allie                   | сусід / англ. neighbor (1 серія)                                  |
| 1989—1989                                | с | Нічний суд                       | англ. Night Court                    | Містер Крамрін / англ. Mr. Crumrine (1 серія)                     |
| 1989—1989                                | с | Макгайвер                        | англ. MacGyver                       | Зімба / англ. Zimba (1 серія)                                     |
| 1990—1990                                | с | Метлок                           | англ. Matlock                        | Біллі Пірс / англ. Billy Pierce (1 серія)                         |
| 1990—1990                                | с | Коп Рок                          | англ. Cop Rock                       | Омар / англ. Omar (1 серія)                                       |
| 1990—1991                                | с | Джейк і товстун                  | англ. Jake and the Fatman            | Джордан Лі / англ. Jordan Lee (3 серії)                           |
| 1990—1991                                | с | Зоряний шлях: Наступне покоління | англ. Star Trek: The Next Generation | Курн / англ. Kurn (3 серії)                                       |
| 1991—1991                                | с | Таємниці отця Даулінга           | англ. Father Dowling Mysteries       | Лу / англ. Lou (1 серія)                                          |
| 1994—1994                                | с | Закон і порядок                  | англ. Law & Order                    | преподобний Отт / англ. reverend Ott (1 серія)                    |
| 1994—1994                                | с | Цілком таємно                    | англ. The X-Files                    | Огастус Коул / англ. Augustus Cole (1 серія)                      |
| 1994—1994                                | с | Вбивство: Життя на вулиці        | англ. Homicide: Life on the Street   | Метт Роудс / англ. Matt Rhodes (3 серії)                          |
| 1995—1996                                | с | Зоряний шлях: Глибокий космос 9  | англ. Star Trek: Deep Space Nine     | Курн/дорослий Джейк Сіско / англ. Kurn/adult Jake Sisko (2 серії) |
| рік початку участі—рік закінчення участі | с | Дональд Бредман                  | англ. оригінальна назва              | роль / англ. оригінальна назва ролі (кількість серій/озвучування) |